# Titularbistum Nepeta
Nepeta (ital.: Nepi) ist ein Titularbistum der römisch-katholischen Kirche.
Es geht zurück auf einen Bischofssitz in der Stadt Nepi, die sich in der italienischen Region Latium befindet.
| Titularbischöfe von Nepeta |                                            |                                                   |                  |                |
| Nr.                        | Name                                       | Amt                                               | von              | bis            |
| 1                          | Felipe Bacarreza Rodríguez                 | Weihbischof in Concepción (Chile)                 | 16. Juli 1991    | 7. Januar 2006 |
| 2                          | Benedetto Tuzia                            | Weihbischof in Rom (Italien und Vatikanstadt)     | 28. Januar 2006  | 31. Mai 2012   |
| 3                          | René Leigue Cesari                         | Weihbischof in Santa Cruz de la Sierra (Bolivien) | 31. Oktober 2012 | 22. April 2022 |
| 4                          | Walter Erbì Titularerzbischof pro hac vice | Apostolischer Nuntius                             | 16. Juli 2022    |                |